# Anthurium beckii
Anthurium beckii Croat & Acebey, 2005 è una pianta della famiglia delle Aracee, endemica della Bolivia.